# Vaccino anti COVID-19 Sanofi-GSK
Il Vaccino Sanofi-GSK, anche noto come VAT00002 o VAT00008, è un vaccino contro la COVID-19 sperimentale sviluppato da due aziende farmaceutiche, la francese Sanofi e la britannica GlaxoSmithKline.
È basato sulla tecnica a base di proteine ricombinanti adiuvate ed è stato selezionato nel luglio 2020 dal governo degli Stati Uniti per accelerarne lo sviluppo e la produzione.

## Lo studio di fase 2
Il trial di fase 2, iniziato nel febbraio 2021, ha arruolato 722 volontari in Usa ed Honduras. I dati intermedi indicano una sieroconversione dal 95% al 100% dopo la seconda iniezione in tutti i gruppi di età (da 18 a 95 anni) e con tutte le dosi testate.
Lo studio di fase 3 recluterà più di 35.000 adulti in un'ampia serie di Paesi e valuterà l'efficacia di due formulazioni di vaccino, comprese le varianti D614 (Wuhan) e B.1.351 (sudafricana).

## Lo studio di fase 3
La prima fase dello studio sta valutando l'efficacia di una formulazione vaccinale contenente la proteina spike contro il virus originale D614 (genitore) in più di 10.000 partecipanti di età superiore ai 18 anni, randomizzati a ricevere due dosi di vaccino da 10 µg o placebo al giorno 1 e giorno 22 negli Stati Uniti, in Asia, in Africa e in America Latina. L'iscrizione è stata recentemente completata per una seconda fase dello studio, valutando una seconda formulazione bivalente, inclusa la proteina spike della variante B.1.351 (Beta). Lo studio di fase 3 segue i risultati iniziali positivi di uno studio clinico di fase 2 (VAT00002). In quel processo, il candidato vaccino COVID-19 è stato somministrato a 722 adulti per valutare la sicurezza, la reattogenicità e l'immunogenicità di 2 dosi e per identificare un dosaggio ottimale da utilizzare come booster.